# Neomochtherus europaeus
Neomochtherus europaeus är en tvåvingeart som beskrevs av Tsacas 1968. Neomochtherus europaeus ingår i släktet Neomochtherus och familjen rovflugor. Inga underarter finns listade i Catalogue of Life.